# Patrizia Mirigliani
Patrizia Mirigliani, pseudonimo di Eugenia Mirigliani (Trento, 27 ottobre 1952), è un'imprenditrice e personaggio televisivo italiana.

## Biografia
Figlia dello storico patron di Miss Italia Enzo Mirigliani, ha affiancato il padre nell'organizzazione del concorso di bellezza a partire dal 1989, diventandone l'unica organizzatrice a partire dal 2010. Dal 1997 al 2007 ha curato anche la direzione artistica della manifestazione, ceduta a partire dall'anno successivo ai conduttori del programma televisivo, e dal 1990 al 2012 ha organizzato il concorso parallelo Miss Italia nel mondo.
Nel corso degli anni ha introdotto nel Concorso innovazioni importanti come, dal 2011, l'incentivazione alla partecipazione al concorso anche alle ragazze "taglia 44" e in alcuni casi "taglia 46" che, pur non essendo vietate, creavano forti una sorta di ostracismo da parte di alcuni giurati. La decisione fu presa in seguito alla morte, nel novembre dell'anno precedente, della modella francese Isabelle Caro, che soffriva di anoressia.
Nel 2009 anno creò Miss Italia Channel, la tv sul sito web del concorso per il quale l'anno dopo è stato realizzato l'originale format di My Fair Miss, che racconta il percorso formativo della vincitrice durante l'intero anno da Miss, mentre nel 2012 innovò l'immagine delle concorrenti della manifestazione, che da tempo indossavano il costume bikini, reintroducendo l'utilizzo del costume intero, modello anni cinquanta, per presentare una bellezza più tutelata. La decisione suscitò clamore e fu notata anche fuori dai confini italiani. 
Alla fine del 2012 ha reso omaggio alla memoria di suo padre Enzo Mirigliani producendo il docufilm Storia di un ragazzo calabrese, presentato nell'ambito del Festival Internazionale del Film di Roma 2012. La pellicola, nata da un'idea del figlio Nicola e con la regia di Simone Di Maria, racconta la storia del patron di Miss Italia dal lato del privato.
Intervistata nel luglio del 2023 sulla possibilità di ammettere partecipanti transgender a Miss Italia, ha categoricamente escluso modifiche al regolamento del concorso che ad oggi non lo prevede. A segnalare l'atteggiamento discriminatorio implicito nelle dichiarazioni rese è intervenuta, con altri, Vladimir Luxuria.
Nel 2025 è protagonista del docufilm Miss Italia non deve morire distribuito da Netflix e incentrato sui suoi tentativi di riportare il concorso sulla tv pubblica. 

## Vita privata
Ha sposato l'imprenditore Antonello Pisu, da cui ha avuto Nicola, concorrente della sesta edizione del Grande Fratello VIP. Nel 2021 ha rilasciato un'intervista nella quale si dichiara cattolica e devota di sant'Antonio di Padova.

## Premi e riconoscimenti
- 2008, riceve da Fernanda Casiraghi, presidente dell'AIIM, l'Associazione degli imprenditori italiani nel Principato di Monaco, un riconoscimento attribuito alle “professionalità italiane che si distinguono a livello mondiale”.
- 2011, riceve dall'Accademia europea per le relazioni economiche e culturali (AEREC) il “Premio Donna di Successo”.
- 2012 in occasione della Giornata internazionale della donna, riceve in Campidoglio, a Roma, il premio “Venere Capitolina”, riconoscimento riservato ad alcune prestigiose rappresentanti della realtà femminile contemporanea.[14]
- 2012, riceve l'onorificenza di commendatore al merito della Repubblica in riconoscimento delle benemerenze acquisite come imprenditrice e organizzatrice di Miss Italia.[15] L'onorificenza, firmata dal presidente della Repubblica Giorgio Napolitano e dal presidente del Consiglio dei ministri Mario Monti, è avvenuta nel corso di una cerimonia a Roma premia l'impegno nella società civile ed alcune iniziative a favore dell'etica di Miss Italia e della tutela dei valori delle partecipanti.